# 에드 베글리 주니어
에드 베글리 주니어(Ed Begley, Jr., 1949년 9월 16일 ~ )는 미국의 배우이다.

## 출연 작품
- 플러스 원 (2019)
- 북클럽 (2018)
- 앤 더 위너 이즌트 (2017)
- 럭키 (2017)
- 걸프렌즈 데이 (2017)
- 임퍼펙션스 (2016)
- 마스코츠 (2016)
- 레이디 다이너마이트 (2016)
- 고스트버스터즈 (2016)
- 유어 패밀리 오어 마인 (2015)
- 유아 낫 유 (2014)
- 패밀리 트리 (2013)
- 무하마드 알리스 그레이티스트 파이트 (2013)
- 풀스 온 더 힐 (2012)
- 메이킹 체인지 (2012)
- 어드벤처스 인 플림툰스! (2011)
- 위시 위자드 (2011)
- 당신은 몇번째인가요? (2011)
- 펜트하우스 (2010)
- 새미의 어드벤쳐 (2010)
- 밸런싱 더 북스 (2009)
- 빅 타임 러쉬 시즌1 (2009)
- 왓에버 웍스 (2009)
- 게리 언메리드 1 (2008)
- 리카운트 (2008)
- 파인딩 아만다 (2008)
- 리퍼 (2008)
- 플라이 미 투 더 문 (2008)
- 브랜도 (2007)
- 포 유어 컨시더레이션 (2006)
- 전기자동차를 누가 죽였나? (2006)
- 패밀리가 간다 (2006)
- 디솔레이션 사운드 (2005)
- 헤어 하이 (2004)
- 잭 & 바비 (2004)
- 스테이트사이드 (2004)
- 킹덤 (2004)
- 베로니카 마스 (2004)
- 고잉 다운 (2003)
- 어레스티드 디벨롭먼트 (2003)
- 마이티 윈드 (2003)
- 백 바이 미드나잇 (2002)
- 버그 (2002)
- 오토 포커스 (2002)
- 하운디드 (2001)
- 섹스 중독자의 고백 (2001)
- 겟 오버 잇 (2001)
- 베스트 쇼 (2000)
- 아담스 패밀리 3 (1998)
- 조이(영어판) (1997)
- 브로큰 시티 (1997)
- 미스 베어 (1997)
- 레이트 쉬프트(영어판) (1996)
- 제7의 천국 (1996)
- 산타클로스 (1996)
- 아워글래스 (1995)
- 쉐기독 (1994)
- 페이지마스터 (1994)
- 상속 작전 (1994)
- 레이브 리뷰 (1994)
- 분노의 질주 (1994)
- 르네상스 맨 (1994)
- 센세이션 (1994)
- 마지막 스트라이크 (1993)
- 카우걸 블루스 (1993)
- 익스크루시브 (1992)
- FBI 기동 타격대 5 (1992)
- 트릭스 (1992)
- 찬스 오브 라이프타임 (1991)
- 가장 최근의 옛날 이야기 (1991)
- LA 대지진 특급 (1990)
- 진실의 창 (1990)
- 인조 인간 애플게이트 (1990)
- 상류 사회 (1989)
- 그녀는 악마 (1989)
- 심슨 가족 (1989)
- 사랑 스파이 그리고 거짓말 (1988)
- 우연한 방문객 (1988)
- 로마의 휴일(영어판) (1987)
- 달 위의 아마존 여인 (1987)
- 트랜실바니아(영어판) (1985)
- 이것이 스파이널 탭이다 (1984)
- 프로토콜 (1984)
- 스트리트 오브 파이어 (1984)
- 이팅 라울 (1982)
- 톰 소여와 허클베리 핀 (1982)
- 캣 피플 (1982)
- 사관과 신사 (1982)
- 버디 버디 (1981)
- 개인 교수 (1981)
- 에어포트 79 (1979)
- 아마츄어 나이트 (1979)
- 엘비스(영어판) (1979)
- 지참금 2백만불 (1979)
- 꿈꾸는 낙원 (1978)
- 블루 칼라 (1978)
- 바람둥이 길들이기 (1978)
- 배틀스타 갤럭티카 (1978)
- 배틀스타 갤럭티카 - 78년 시리즈 (1978)
- 시티즌 밴드 (1977)
- 형사 Q (1976)
- 스테이 헝그리 (1976)
- 원더 우먼 - TV 시리즈 (1975)
- 닭싸움꾼 (1974)
- 슈퍼대드 (1973)
- 찰리와 천사 (1973)
- 나우 유 씨 힘, 나우 유 돈 (1972)
- 테니스 신발을 신은 컴퓨터 (1969)
- 디즈니랜드 (1954)